# 시게타 유키노리
시게타 유키노리(일본어: 重田 征紀, 1976년 7월 15일 ~ )는 일본의 전 축구 선수이다.

## 구단 경력
과거 베르디 가와사키, 요코하마 FC에서 활동하였다.